# 骨肉相殘
《骨肉相残》（羅馬化：Song Dueat Lueat Diao Kan）是泰国GMM 25与Viu于2023年4月17日起每周一至周二晚8点30分播出，由帕瓦·吉沙晚迪、塔纳朋·苏库潘塔纳汕领衔主演的泰国悬疑动作剧。
此剧由GMMTV制作，并在2022年11月GMMTV的「DIVERSELY YOURS」新戏发布会上公开先导预告片。其后，此剧2023年4月在GMM 25电视台及Viu首播，2024年2月终映。

## 演员阵容
- 帕瓦·吉沙晚迪 饰演 Pakorn（Korn）
- 塔纳朋·苏库潘塔纳汕 饰演 Pawin（Win）
- 郑壹飞 饰演 Ah
- 郑逸祥 饰演 Mek，Ah的左膀右臂
- 拉查楠·玛哈菀 饰演 Rungtawan（Rung）
- 素瓦芘·盖朋瓦拉吉 饰演 Li
- 吉迪朋·瑟利维查亚萨瓦 饰演 Pea，Pakorn的朋友
- 西瓦功·勒楚戳 饰演 Kriangkrai，Pawin警队队长
- 拉玛瓦迪·斯莉苏卡化 饰演 Phen
- 三亚·坤纳空 饰演 Beng
- 娜茹梦·彭素帕 饰演 Duangjai